# Врховец, Блаж
Блаж Врхо́вец (словен. Blaž Vrhovec; родился 20 февраля 1992 года, Любляна, Словения) — словенский футболист, полузащитник клуба «Марибор». Выступал за сборную Словении.

## Клубная карьера
Врховец — воспитанник клубов «Свобода», «Слован» и «Интерблок». 6 августа 2011 года в матче против «Чемпиона» он дебютировал во Второй лиге Словении в составе последнего. 2 мая 2012 года в поединке против «Смартно» Блаж забил свой первый гол за «Интерблок». Летом того же года Врховец перешёл в «Целе». 15 июля в матче против «Триглава» он дебютировал в чемпионате Словении. 12 августа в поединке против «Муры» Блаж забил свой первый гол за «Целе». За четыре сезона он провёл за клуб более 100 матчей.
Летом 2016 года Врховец перешёл в «Марибор». 17 июля в матче против «Копера» он дебютировал за новый клуб. В своём дебютном сезоне Блаж помог команде выиграть чемпионат. 29 июля в поединке против «Рудара» он забил свой первый гол за «Марибор».

## Международная карьера
23 марта 2016 года в товарищеском матче против сборной Македонии Врховец дебютировал за сборную Словении.

## Достижения
«Марибор»
- Чемпионат Словении по футболу — 2016/2017